# Nepalees papiergeld
Tussen 1945 en 2007 werd Nepalees papiergeld uitgegeven met de portretten van vier verschillende koningen. Sinds oktober 2007 staat op al deze bankbiljetten de Mount Everest afgebeeld.

## 1945 - 1955: koning Tribhuvan
De eerste bankbiljetten die tussen 1945 en 1955 onder het bewind van koning Tribhuvan werden gedrukt met diens afbeelding werden nog niet door een centrale bank in omloop gebracht omdat die in Nepal nog niet bestond, maar door een schatkist met de naam Sadar Muluki Khana. Op de bankbiljetten stond daarom de handtekening van de Kajanchi, de beheerder van de Nepalese schatkist, die tegelijkertijd een hoge Hindoepriester was. Deze Nepalese bankbiljetten werden gedrukt door de Indiase pers in Nashik. Ze zijn vermoedelijk het enige papiergeld ter wereld waar een hogepriester zijn handtekening op heeft gezet.

## 1955 - 1972: koning Mahendra
In 1955 volgde koning Mahendra zijn vader Tribhuvan op. Vanaf dat moment werden Nepalese bankbiljetten uitgegeven en ondertekend door de in april 1956 opgerichte Nepal Rastra Bank. Tijdens het bewind van Mahendra werden er twee soorten bankbiljetten uitgegeven: een waarop de koning gewone burgerkleding en een typisch Nepalees hoofddeksel ("topi") draagt, en een waarop de koning militaire kleding draagt. Deze laatste serie bevatte voor de eerste keer bankbiljetten ter waarde van 5, 10, 50 100, 500 en 1000 Nepalese roepie, de munt die in de loop van Mahendra's bewind de mohur verving.

## 1972 - 2001: koning Birendra
Tijdens het regime van koning Birendra, dat van 1972 tot 2001 duurde, werden er opnieuw twee soorten bankbiljetten uitgegeven: een waarop de koning in militair uniform te zien is, en een waarop hij zijn traditionele kroon met veren van de paradijsvogel draagt. In deze tijd werden ook voor de eerste keer biljetten van 2 en 20 roepie en bijzondere biljetten van 25 en 250 roepie uitgegeven.

## 2001 - 2007: koning Gyanendra
De bankbiljetten die onder het regime van koning Gyanendra werden uitgegeven verschilden alleen van die onder koning Birendra doordat de afbeelding van deze laatste werd vervangen door die van Gyanendra. De biljetten van 1 en 2 roepie en de speciale biljetten van 25 en 250 roepie werden in deze tijd niet meer uitgegeven.
| Afbeelding | Afbeelding | Waarde in roepie | Kleur        | Kleur | Kleur                                               | Datum van uitgave |
| Voorkant   | Achterkant | Waarde in roepie | Kleur        | Voorkant | Achterkant                                          | Datum van uitgave |
| ---------- | ---------- | ---------------- | ------------ | --- | --------------------------------------------------- | ----------------- |
|            |            | 5                | Roze         | Koning Gyanendra met verenkroon, Taleju-tempel | Twee jaks met de Mount Everest als achtergrond      | 2002              |
|            |            | 10               | Golden brown | Koning Gyanendra met verenkroon, afbeelding van heer Changunarayan | Zwarte antilopen                                    | 2002              |
|            |            | 20               | oranje, goud | Koning Gyanendra met verenkroon, Heer Krishna in Lalitpur | Barasingha                                          | 2002              |
|            |            | 50               | Blauw        | King Gyanendra met verenkroon crown, Ram Janaki Tempel in Janakpur | Thar                                                | 2002              |
|            |            | 50               | Groen, rood  | Koning Gyanendra in nationale Nepalse kleding, het hoofdkantoor van de Nepal Rashtra Bank, het gouden jubileum-logo van de bank, de Machhapuchhare, Ashoka Pillar in Lumbini | De Ama Dablam, twee danphe (Himalayaanse fazanten). | 2005              |
|            |            | 100              | Groen        | Koning Gyanendra met verenkroon; De Nuptse, Everest en Lhotse; Nyatapola-tempel in Bhaktapur                                                                                 | Neushoorn                                           | 2002              |
|            |            | 500              | Bruin        | Koning Gyanendra met verenkroon, de Ama Dablam, het Thyangboche-klooster | Twee tijgers                                        | 2003              |
|            |            | 1.000            | Blauw, grijs | Koning Gyanendra met verenkroon, Swayambhunath- en Haratitempels in Kathmandu                                                                                                | Olifanten                                           | 2003              |

## 2008 - nu: de republiek Nepal
In oktober 2007 werd er een bankbiljet van 500 Nepalese roepie uitgegeven, waarop de afbeelding van de koning was vervangen door de Mount Everest. Dit stond symbool voor het doorvoeren van de nieuwe staatsvorm: de Nepalese republiek werd in mei 2008 opgericht. In datzelfde jaar verschenen er bankbiljetten van 10, 50, 100 en 1000 roepie met daarop alleen de Mount Everest.
| Afbeelding | Afbeelding | Waarde in roepie | Kleur | Kleur | Kleur        | Datum van uitgave |
| Voorkant   | Achterkant | Waarde in roepie | Kleur | Voorkant | Achterkant   | Datum van uitgave |
| ---------- | ---------- | ---------------- | ----- | --- | ------------ | ----------------- |
|            |            | 500              | bruin | Links de Mount Everest, in het midden de Ama Dablam en het Thyangboche-klooster, rechts een rhododendron als watermerk | Twee tijgers | 2007              |